# Seiland
Seiland (nordsamisch: Sievju) ist eine Insel in der nordnorwegischen Provinz Finnmark. Mit einer Größe von 584 Quadratkilometern ist sie die siebtgrößte Insel des norwegischen Hauptlandes. Der nördliche Teil der Insel gehört zur Gemeinde Hammerfest, während der südliche Teil in der Gemeinde Alta liegt.

## Geographie
Seiland liegt vor der Küste der Finnmark, ist aber auf seiner Westseite durch die Sørøya vom offenen Meer geschützt. Im Norden liegt die Insel Kvaløya mit der Stadt Hammerfest, im Osten das Festland der Porsanger-Halbinsel und im Süden die Insel Stjernøya. Seiland wird von tief einschneidenden Fjorden und Buchten geprägt, von denen die längsten der Jøfjord und der Store Kufjord sind, die den Westteil fast vom Rest der Insel trennen. Der Großteil der Insel ist unbewohnt und besteht aus steil aufsteigenden Felswänden und einem felsigen Mittelteil. Die höchste Erhebung ist der Seilandstuva mit rund 1078 Metern Höhe. Unterhalb des Seilandstuva liegen die Reste des Gletschers Nordmannsjøkelen (nordsamisch: Dáččavuonjiehkki), ehemals der nördlichste Gletscher Norwegens, der in den letzten Jahren stark abgeschmolzen und in mehrere Teile zerbrochen ist. Nach dem Abschmelzen des Nordmannsjøkelen, ist der Seilandsjøkelen (nordsamisch: Nuortageašjiehkki) mit einer Größe von etwa 14 Quadratkilometern der einzige Gletscher der Insel. Der Seilandsjøkelen wird vom Fluss Melkeelva und einer Vielzahl kleiner Seen, den Melkevatna, entwässert.
Am 8. Dezember 2006 wurde der Seiland-Nationalpark gegründet, der etwa zwei Drittel der Insel ausmacht.
Der Großteil der etwa 140 Einwohner der Insel lebt im zu Hammerfest gehörenden nördlichsten Teil der Insel mit der Ortschaft Hønseby, der mit einer Autofähre von Hammerfest aus zu erreichen ist. Die zu Alta gehörenden südlichen Siedlungen Hakkstabben und Altnesdalen werden mit einer Güter- und Passagierfähre vom Festland aus versorgt.

### Geologie
Das Gestein Seilands ist weitgehend basisches Gestein vulkanischem Ursprungs. Im südöstlichen Teil des Nationalparks besteht der Boden vor allem aus Gabbro, der leicht verwittert und zu fruchtbaren Boden wird.

## Geschichte
Menschliche Aktivität kann in Seiland seit der Altsteinzeit (in Norwegen bis etwa 8000 v. Chr.) an verschiedenen Stellen nachgewiesen werden. Besonders viele Spuren finden sich dabei im Südwesten und Nordosten der Insel, die auch heute noch besiedelt sind.  
Auf dem Berg Seilandstuva befand sich der geodätische Messpunkt Jedki des Struve-Bogens (70° 26′ 46″ N, 23° 5′ 42″ O), mit dessen Hilfe im 19. Jahrhundert die Erdabplattung vermessen wurde.